# 摩比小子大电影
《摩比小子大电影》（英語：Playmobil: The Movie）是一部2019年法國、英國、美國、德國合拍的實景及電腦動畫結合的冒險喜劇片，由利諾·迪薩弗執導，這也是他的導演處女作，其劇本由格雷格·艾布（Greg Erb）、傑森·奧倫姆蘭德（Jason Oremland）和布萊斯·厄內斯特（Blaise Hemingway）共同撰寫；故事以德國玩具品牌摩比為題材。配音員包括由安雅·泰勒-喬伊、蓋布瑞·貝特曼、吉姆·加菲根、梅根·崔娜、基南·湯普遜、亞當·藍伯特與丹尼爾·雷德克里夫；其中，泰勒-喬伊和貝特曼在片中還會以真人的方式演出。該片定於2019年8月7日在法國上映。

## 劇情
瑪拉被迫放棄了她原有的生活，而展開了一場史詩般的旅程，以尋找已消失在廣闊且奇妙的摩比玩具世界中的弟弟查理。

## 演員

### 配音角色
- 安雅·泰勒-喬伊 飾 瑪拉·布倫納（Marla Brenner）
- 蓋布瑞·貝特曼 飾 查理·布倫納（Charlie Brenner）
- 吉姆·加菲根（英语：Jim Gaffigan） 配音 迪爾（Del）
- 丹尼爾·雷德克里夫 配音 雷克斯·達瑟（Rex Dasher）
- 梅根·崔娜 配音 童話教母
- 亞當·藍伯特 配音 馬克西姆斯皇帝（Emperor Maximus）
- 基南·湯普遜（英语：Kenan Thompson） 配音 血骨（Bloodbones）
- 溫蒂·麥莉登-康薇（英语：Wendi McLendon-Covey） 配音 吉莉娜拉（Glinara）
- 利諾·迪薩弗（英语：Lino DiSalvo） 配音 機器伊管（Robotitron）

## 發行
《摩比小子大电影》由百代電影公司定於2019年8月7日在法國上映。該片最初計劃於2019年1月18日由開路影業在美國發行，後曾改為2019年4月19日；之後又改至2019年8月16日，且由Global Road Entertainment負責。但因破產，使STX影業得以於2019年4月初買下了該片在美國的發行權。

## 外部連結
- 互联网电影数据库（IMDb）上《摩比小子大电影》的资料（英文）